# Communauté de communes du pays de Montmélian
La communauté de communes du pays de Montmélian était une communauté de communes française située dans le département de la Savoie en région Rhône-Alpes.
Cette intercommunalité a disparu le 1er janvier 2014 avec la création de la communauté de communes Cœur de Savoie dont le siège demeure situé à Montmélian.

## Composition
Elle se compose des communes suivantes :
| Nom                   | Code Insee | Gentilé           | Superficie (km2) | Population (dernière pop. légale) | Densité (hab./km2) |
| --------------------- | ---------- | ----------------- | ---------------- | --------------------------------- | ------------------ |
| Montmélian (siège)    | 73171      | Montmélianais     | 5,69             | 4 129 (2014)                      | 726                |
| Apremont              | 73017      | Apremontais       | 17,76            | 1 010 (2014)                      | 57                 |
| Arbin                 | 73018      | Arbinois          | 1,71             | 807 (2014)                        | 472                |
| La Chavanne           | 73082      | Chavannots        | 3,06             | 648 (2014)                        | 212                |
| Chignin               | 73084      | Chignerains       | 8,32             | 877 (2014)                        | 105                |
| Francin               | 73118      | Francignerains    | 6,93             | 915 (2014)                        | 132                |
| Laissaud              | 73141      | Laissautins       | 6,57             | 659 (2014)                        | 100                |
| Les Marches           | 73151      | Marcherus         | 15,35            | 2 526 (2014)                      | 165                |
| Les Mollettes         | 73159      | Molletains        | 5,47             | 787 (2014)                        | 144                |
| Myans                 | 73183      | Myannerains       | 3,58             | 1 155 (2014)                      | 323                |
| Planaise              | 73200      | Planaisots        | 4,16             | 507 (2014)                        | 122                |
| Sainte-Hélène-du-Lac  | 73240      | Saint-Hélénois    | 7,09             | 729 (2014)                        | 103                |
| Saint-Pierre-de-Soucy | 73276      | Saint-Pierrains   | 9,09             | 415 (2014)                        | 46                 |
| Villard-d'Héry        | 73314      | Villard-d'Hériens | 4,90             | 261 (2014)                        | 53                 |
| Villaroux             | 73324      | Villarotins       | 3,09             | 223 (2014)                        | 72                 |

## Histoire
La communauté de communes du pays de Montmélian a été créée par arrêté préfectoral du 22 décembre 2005.